# Anna-Kerstin Larsson
Anna-Kerstin Larsson, född Pettersson 31 maj 1936 i Lövestads församling i Malmöhus län, är en svensk klinikföreståndare och politiker (folkpartist).
Anna-Kerstin Larsson var ersättare i Sveriges riksdag för Kristianstads läns valkrets en kortare period 1983.